# Posto di movimento Tavernelle Emilia
Il posto di movimento Tavernelle Emilia è un posto di movimento ferroviario posto lungo la ferrovia Bologna-Verona. È ubicato a Calderara di Reno nella frazione Tavernelle Emilia.

## Storia
L'impianto perse la funzione originaria di stazione ferroviaria con l'attivazione della fermata di Osteria Nuova, attivata il 7 ottobre 2005 contestualmente all'attivazione del nuovo tracciato a doppio binario fino a San Giovanni in Persiceto.